# Dzeržinskij rajon (Perm')
Il Dzeržinskij rajon (in russo Дзержинский район?) è uno dei sette distretti urbani (rajon) della città di Perm' (Russia).
Si trova su entrambi i lati del fiume Kama ed è diviso in due parti: riva destra e riva sinistra. Formato nel 1936 con il nome di distretto Kaganovičskij (in onore di Lazar' Moiseevič Kaganovič), nel 1957 fu ribattezzato distretto Dzeržinskij (in onore di Feliks Ėdmundovič Dzeržinskij). Sul territorio del distretto si trovano: la stazione ferroviaria «Perm II», la stazione «Perm-Sortirovočnaja», l'Università Statale di Perm'.